# Varusstellung
Als Varusstellung (lat. varus „auswärtsgebogen“) bezeichnet man im Zusammenhang mit Gliedmaßen eine Fehlstellung, bei der der körperferne Teil über das Normalmaß hinaus in Richtung Mittellinie weist. Hingegen bedeutet die Valgusstellung eine Abweichung des körperfernen Anteils nach außen.
Am Kniegelenk ist dies eine Abweichung des Unterschenkels nach innen mit erhöhtem Abstand der Knie zueinander und einem Vorstehen der außenseitigen Knieanteile, was einem O-Bein entspricht (Fachterminus Genu varum). Prinzipiell ist eine Varusstellung an allen Gelenken und Knochen der Extremitäten möglich und kann durch eine einseitige biomechanische Überlastung zu einer vorzeitigen Arthrose des betroffenen oder nächstliegenden Gelenks führen. Bei einem O-Bein (Genu varum) kann dies durch eine vermehrte Belastung des inneren Gelenkspaltes zu einer innenseitig betonten Varus-Gonarthrose führen.

## Beispiele
- Coxa vara (Hüftfehlstellung): Der Schenkelhals steht in Bezug auf den Oberschenkelschaft zu flach, der CCD-Winkel (der Winkel zwischen Hüftkopf, Schenkelhals und Oberschenkelschaft) liegt unter 120 Grad. Dies kann angeboren sein (Coxa vara congenita) oder Folge einer Hüfterkrankung, z. B. des kindlichen Hüftkopfgleitens sein. Dadurch entstehen v. a. bei der angeborenen Form hohe Biegebelastungen des Schenkelhalses, der im Sinne eines Ermüdungsbruchs brechen kann. Bei der Varusstellung weist der körperferne Teil auf die Mittellinie hin bei standardisierter Stellung des körpernahen Teils. Insofern ist nicht der Schenkelhals „steiler“ auf dem Schaft orientiert, sondern der Schaft weist im Verhältnis zum Schenkelhals auf die Körpermitte hin.

- Pes varus oder Calcaneus varus bezeichnet den nach innen verbogenen Rückfuß, der besonders im Zusammenhang mit einem Klumpfuß vorkommt. Beim Dackel ist der Pes varus eine häufige angeborene Wachstumsstörung.

- Digitus quintus varus ist eine häufig vorkommende Fehlstellung der Kleinzehe, die nach innen auf die vierte Zehe hin verbogen ist. Diese Fehlstellung wird auch Schneiderballen (Kleinzehenballenbeschwerden) genannt.

- Tibia vara, auch Morbus Blount bezeichnet, ist eine frühkindliche Wachstumsstörung des medialen Schienbeinplateaus, das unter Druck nachgibt und über eine Varusfehlstellung des Schienbeins zu O-Beinen führt, wobei aber die Ursache nicht im Kniegelenk, sondern in einer knöchernen Achsabweichung liegt.

- Cubitus varus ist eine Fehlstellung des Ellenbogens, die durch eine posttraumatische Wachstumsstörung am ellenbogennahen Oberarmknochen nach einem kindlichen Knochenbruch ausgelöst werden kann. Dabei steht der äußere Ellenbogenknorren (Epicondylus humeri radialis) prominent hervor und der Unterarm weist auf den Rumpf zu. Die Korrekturosteotomie am distalen Humerus verlangt eine radial- und ulnarseitige Plattenosteosynthese.[2]